# Црква Светог Николе у Врелу
Црква Светог Николе у Врелу, насељеном месту на територији општине Уб, припада Епархији ваљевској Српске православне цркве.
Проглашена је за споменик културе Републике Србије децембра 2022. године.
Црква посвећена Преносу моштију Светог Николе, подигнута је у периоду од 1844. до 1848. године и представља монуметалну грађевину са торњем високим 41 метар. Саграђена је у романтичарском стилу (подстил јужноугарски) . Иконостас у цркви осликао је 1898. године уметник Лазар Крџалић из Ваљева.
У току лета 2017. године на цркви је обновљена фасада, порта и извршена комплетна реконструкција торња. Обнову храма је финансирао Немања Матић, родом из овог села.